# Ante Sarić
Ante Sarić (Zara, 17 giugno 1992) è un calciatore croato, difensore del Vodice.

## Carriera

### Club
Cresciuto nel settore giovanile del Zara, ha esordito in prima squadra il 7 agosto 2011 disputando l'incontro di Prva HNL perso 1-2 contro il Varaždin.

## Statistiche

### Presenze e reti nei club
Statistiche aggiornate al 21 maggio 2021.
| Stagione                    | Squadra                     | Campionato                  | Campionato | Campionato | Coppe nazionali | Coppe nazionali | Coppe nazionali | Coppe continentali | Coppe continentali | Coppe continentali | Altre coppe | Altre coppe | Altre coppe | Totale | Totale |
| Stagione                    | Squadra                     | Comp                        | Pres       | Reti       | Comp            | Pres            | Reti            | Comp               | Pres               | Reti               | Comp        | Pres        | Reti        | Pres   | Reti   |
| --------------------------- | --------------------------- | --------------------------- | ---------- | ---------- | --------------- | --------------- | --------------- | ------------------ | ------------------ | ------------------ | ----------- | ----------- | ----------- | ------ | ------ |
| 2011-2012                   | Zara                        | 1. HNL                      | 18         | 0          | CC              | 0               | 0               | -                  | -                  | -                  | -           | -           | -           | 18     | 0      |
| 2012-2013                   | Zara                        | 1. HNL                      | 27         | 0          | CC              | 4               | 0               | -                  | -                  | -                  | -           | -           | -           | 31     | 0      |
| 2013-2014                   | Zara                        | 1. HNL                      | 32         | 1          | CC              | 4               | 0               | -                  | -                  | -                  | -           | -           | -           | 36     | 1      |
| 2014-2015                   | Zara                        | 1. HNL                      | 20         | 0          | CC              | 1               | 0               | -                  | -                  | -                  | -           | -           | -           | 21     | 0      |
| Totale Zadar                | Totale Zadar                | Totale Zadar                | 97         | 1          |                 | 9               | 0               |                    | -                  | -                  |             | -           | -           | 106    | 1      |
| 2015-2016                   | CSM Politehnica Iași        | LI                          | 3          | 0          | CR              | 0               | 0               | -                  | -                  | -                  | -           | -           | -           | 3      | 0      |
| 2016-gen. 2017              | CSM Politehnica Iași        | LI                          | 4          | 0          | CR              | 2               | 0               | UEL                | 0                  | 0                  | -           | -           | -           | 6      | 0      |
| Totale CSM Politehnica Iași | Totale CSM Politehnica Iași | Totale CSM Politehnica Iași | 7          | 0          |                 | 2               | 0               |                    | 0                  | 0                  |             | -           | -           | 9      | 0      |
| gen.-ago. 2017              | Metalleghe-BSI              | PL                          | 12         | 0          | CB              | 0               | 0               | -                  | -                  | -                  | -           | -           | -           | 12     | 0      |
| 2017-2018                   | Zara                        | 3. HNL                      | ?          | ?          | CC              | 1               | 0               | -                  | -                  | -                  | -           | -           | -           | 1      | 0      |
| 2018-2019                   | Zara                        | 2. HNL                      | 10         | 0          | CC              | 1               | 0               | -                  | -                  | -                  | -           | -           | -           | 11     | 0      |
| 2019-2020                   | Zara                        | 3. HNL                      | ?          | ?          | CC              | 0               | 0               | -                  | -                  | -                  | -           | -           | -           | ?      | ?      |
| Totale Zadar                | Totale Zadar                | Totale Zadar                | 10+        | 0+         |                 | 2               | 0               |                    | -                  | -                  |             | -           | -           | 12+    | 0+     |
| Totale carriera             | Totale carriera             | Totale carriera             | 126+       | 1+         |                 | 13              | 0               |                    | -                  | -                  |             | -           | -           | 139+   | 1+     |